# People Will Say We’re in Love
People Will Say We’re in Love – przewodnia piosenka musicalu z 1943 Oklahoma!. W oryginalnej broadwayowskiej produkcji wykonywana ona była przez Alfreda Drake’a i Joan Roberts.

## Wersje innych wykonawców
Własne wersje piosenki nagrało bardzo wielu artystów. Trzy wykonania „People Will Say We’re in Love” zajęły miejsca w czołowej dwudziestce amerykańskiej listy przebojów: Binga Crosby’ego (#2), Franka Sinatry (#3) oraz The Ink Spots (#11). Covery utworu stworzyli:

- Thomas Allen i Valerie Masterson
- Chet Baker i Gerry Mulligan
- Emmett Berry
- Les Brown & His Band of Renown
- Kenny Burrell
- Donald Byrd & Doug Watkins
- The Cannonball Adderley Quintet
- Carmen Cavallaro
- Eugene Chadbourne
- Ray Charles
- Rosemary Clooney
- Nat King Cole
- George Coleman
- Ray Conniff
- Perry Como
- Bing Crosby
- Eddie „Lockjaw” Davis
- Sammy Davis Jr. i Carmen McRae
- Doris Day
- Lou Donaldson
- Herb Ellis i Jimmy Giuffre
- Ella Fitzgerald
- Helen Forrest
- Erroll Garner
- Tom Grant
- Bennie Green
- Dick Haymes
- Ted Heath
- Fred Hersch
- Lena Horne i Lennie Hayton
- The Ink Spots
- Joni James
- Jack Jones
- Spike Jones
- Roger Kellaway
- Stacey Kent
- James Last
- Peggy Lee
- Helen Merrill
- Sophie Milman
- Glenn Miller & The Army Air Force Band
- Gerry Mulligan
- Johnny Otis
- Robert Palmer
- Ken Peplowski
- The Platters
- Paul Quinichette
- Rita Reys
- Nelson Riddle
- Spike Robinson
- Frank Sinatra
- Johnny Smith
- Kate Smith
- Sonny Stitt i Hank Jones
- Dick Sudhalter
- The Treniers
- Lawrence Welk
- Andy Williams
- Mary Lou Williams
- Nancy Wilson